# Найс, Джеффри
Сэр Джеффри Найс (англ. Sir Geoffrey Nice; род. 21 октября 1945, Лондон, Великобритания) — британский барристер и королевский адвокат. Председатель Уйгурского трибунала. Бывший председатель Трибунала по Китаю.

## Биография

### Ранняя жизнь
Джеффри Найс родился 21 октября 1945 года. Его семья жила в районе Лондона Кэтфорд, где он учился в Колледже Святого Дунстана, а затем в Кибл-колледже Оксфордского университета. Стал барристером в 1971 году, а в 1990 году стал королевским адвокатом. С 1984 года был судьёй по совместительству в суде Олд-Бейли. В 2007 году стал рыцарем-бакалавром. В 2009 году был назначен заместителем председателя Совета по стандартам адвокатуры. В 2012 году стал профессором права в Грешем-колледже, должность, которую ранее занимала баронесса Рут Дич.

### Карьера
Был ведущим обвинителем на процессе над бывшим президентом Сербии Слободаном Милошевичем, в Международном трибунале по бывшей Югославии (МТБЮ). Найс инициировал первоначальное дело обвинения о связи зверств, совершённых в бывшей Югославии, с Милошевичем; вёл дела боснийского хорвата Дарио Кордича в МТБЮ и успешное судебное преследование Горана Елисича. Со времени сотрудничества с МТБЮ Найс работал в Международном уголовном суде (МУС) и pro bono с группами потерпевших. Специализируется на правах человека/публичном праве и личном вреде.
В августе 2010 года Джудит Арматта (Judith Armatta), журналистка, следившая за судебным процессом в МТБЮ, опубликовала книгу под названием «Сумерки безнаказанности: Суд над Слободаном Милошевичем по военным преступлениям» (Twilight of Impunity: The War Crimes Trial of Slobodan Milosevic). 16 декабря 2010 в журнале London Review of Books была опубликована рецензия Найса на эту книгу. В ней он раскритиковал МТБЮ за его решения во время суда над Милошевичем. Найс утверждал, что прокурор МТБЮ Карла дель Понте пошла на компромисс с Милошевичем, что затем привёло к тому, что в феврале 2007 года Босния и Герцеговина проиграла в своём деле против Сербии о геноциде.

### Оценки деятельности
По оценкам британского гуманитарного и правозащитного центра «Humanitarian Aid Relief Trust» Джеффри Найс является один из самых выдающихся британских адвокатов по правам человека